# Clara Blandick

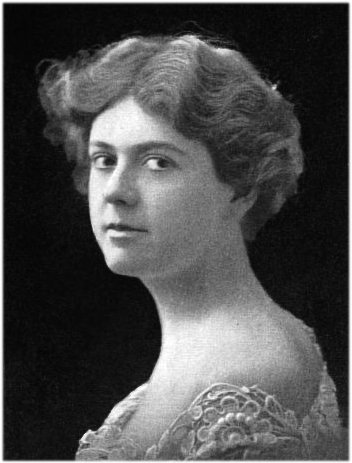
Clara Blandick (vor 1904)

Clara Blandick (* 4. Juni 1876 in Hongkong, Britisches Weltreich als Clara Dickey; † 15. April 1962 in Hollywood, Kalifornien) war eine US-amerikanische Film- und Theaterschauspielerin, deren bekannteste Rolle die Tante Em im Filmklassiker Der Zauberer von Oz blieb.

## Leben
Clara Blandick wurde als Clara Dickey auf dem Handelsschiff Willard Mudget in Hongkong geboren, auf dem ihr Vater Isaac als Kapitän angestellt war. Bald nach ihrer Geburt zog die Familie nach Quincy im US-Bundesstaat Massachusetts. Ihr Schauspieldebüt gab Clara Blandick vermutlich 1898 im Stück Richard Lovelace in der Nähe von Boston. Drei Jahre später gab sie ihr Debüt am New Yorker Broadway im Stück If I Were King. Bis 1929 sollte sie dort in rund zwanzig Produktionen auftreten, darunter war unter anderem eine Hauptrolle in Hatcher Hughes Hell-Bent Fer Heaven, welches 1924 einen Pulitzer-Preis in der Kategorie Theater erhielt.
1911 trat sie in ihren ersten Filmen auf, doch sollte sie erst mit Beginn der Tonfilmzeit regelmäßig dort mitwirken, als sie bereits über 50 Jahre alt war. Die verschiedenen Filmstudios setzten die Charakterdarstellerin oft als Mutter, Tante oder Nachbarin der Hauptfiguren ein. Während sie in B-Filmen gelegentlich größere Aufgaben erhielt, spielte sie in Großproduktionen in vielen Fällen nur kleinere Nebenrollen. Eine ihrer größeren Rollen war Tante Polly in den Mark-Twain-Verfilmungen von Tom Sawyer (1930) und Huckleberry Finn (1931) an der Seite von Jackie Coogan als Tom Sawyer. Blandick verkörperte außerdem häufiger die Filmmutter von Stars wie Joan Crawford und Joan Blondell. Ihre nachhaltig berühmteste Rolle spielte die Schauspielerin allerdings als Tante Emily im Filmklassiker Der Zauberer von Oz (1939). Zwar drehte Blandick alle ihre Szenen nur in einer Woche und wurde für ihren Auftritt nicht in der Schauspieleraufzählung im Vorspann (aber immerhin im Abspann erwähnt), doch ist ihre Figur der Hauptgrund für Dorothy, unbedingt aus Oz nach Hause zurückzukehren.
Anfang der 1950er-Jahre beendete Blandick ihre Schauspielkarriere und zog als Dauergast in das Hollywood Roosevelt Hotel. Im Verlaufe der 1950er-Jahre begann sich ihre Gesundheit sich zu verschlechtern, unter anderem litt sie unter Arthritis und wurde zusehends blind. Nach dem Besuch eines Palmsonntags-Gottesdienstes im Jahr 1962 starb die 85-jährige Schauspielerin durch Suizid mit einer Überdosis Tabletten. In ihrem Abschiedsbrief nannte sie körperliche Schmerzen als Grund für ihr freiwilliges Ableben. Clara Blandick war von 1905 bis zur Scheidung 1912 mit dem Mineningenieur Staunton Elliot verheiratet, die Ehe blieb kinderlos.
Clara Blandick wurde auf dem Schauspielerfriedhof Forest Lawn Memorial Park in Glendale beerdigt.

## Filmografie (Auswahl)
- 1911: The Maid's Double (Kurzfilm)
- 1914: Mrs. Black In Black
- 1917: Peggy, the Will O' the Wisp
- 1929: Wise Girls
- 1930: Der Autowüstling (Burning Up)
- 1930: Romanze (Romance)
- 1930: Tom Sawyer
- 1931: Yvonne (Inspiration)
- 1931: Herz am Scheideweg (The Easiest Way)
- 1931: Laughing Sinners
- 1931: I Take This Woman
- 1931: Alles für dein Glück (Possessed)
- 1932: The Bitter Tea of General Yen
- 1932: Three on a Match
- 1933: Ein Stück vom Mond (Three-Cornered Moon)
- 1933: Charlie Chan's Greatest Case
- 1934: Millionäre bevorzugt (The Girl from Missouri)
- 1934: Broadway Bill
- 1934: Der Weg in Verderben (Fugitive Lady)
- 1935: Party Wire
- 1936: Kampf in den Bergen (The Trail of the Lonesome Pine)
- 1936: Ein rastloses Leben (Anthony Adverse)
- 1936: The Case of the Velvet Claws
- 1936: The Gorgeous Hussy
- 1937: Ein Stern geht auf (A Star Is Born)
- 1937: Wings Over Honolulu
- 1937: The Road Back
- 1938: Der gejagte Professor (Professor Beware)
- 1938: Tom Sawyer, Detective
- 1939: Die Abenteuer des Huckleberry Finn (The Adventures of Huckleberry Finn)
- 1939: Der Zauberer von Oz (The Wizard of Oz)
- 1939: Trommeln am Mohawk (Drums Along the Mohawk)
- 1939: Swanee River
- 1940: Dreaming Out Loud
- 1940: Die scharlachroten Reiter (North West Mounted Police)
- 1941: Von Stadt zu Stadt (The Wagons Roll at Night)
- 1941: Allein unter Gangstern (The Getaway)
- 1941: Die Marx Brothers im Kaufhaus (The Big Store)
- 1941: Die ewige Eva (It Started with Eve)
- 1941: Mit einem Fuß im Himmel (One Foot in Heaven)
- 1942: Das große Spiel (Rings on Her Fingers)
- 1942: Der Weg nach Marokko (Road to Morocco)
- 1942: Der freche Kavalier (Gentleman Jim)
- 1943: Du Barry Was a Lady
- 1943: Dixie
- 1943: Ein himmlischer Sünder (Heaven Can Wait)
- 1944: Das Lied des goldenen Westens (Can’t Help Singing)
- 1945: Die Herberge zum Roten Pferd (Frontier Gal)
- 1946: Die große Lüge (A Stolen Life)
- 1946: Die Werwölfin von London (She-Wolf of London)
- 1947: Unser Leben mit Vater (Life with Father)
- 1949: Der Mann, der zu Weihnachten kam (Mr. Soft Touch)
- 1950: Ein charmanter Flegel (Key to the City)
- 1951: The Bigelow Theatre (Fernsehserie, Folge 2x07)